# マルサン百貨店
マルサン百貨店（まるさんひゃっかてん）は、岩手県水沢市（現在の奥州市）にあった日本の百貨店である。

## 歴史・概要
岩手県水沢市出身の小野武三郎が東京・横山町の大島屋に10年務めたのち、1930年（昭和5年）に岩手県胆沢郡水沢町（のち水沢市、現・奥州市）東町40で呉服商「小野武商店」を開いたのが始まりである。
1935年（昭和10年）前後から荒物・雑貨・化粧品などに徐々と取り扱いを拡げた。
第2次世界大戦中は創業者の小野武三郎は統制会社の理事も兼務していた。
1949年（昭和24年）春に石淵ダムの造成工事を担当していた西松建設の依頼で胆沢郡若柳村尿前に売店を開設して、約3,000人の工事関係者を相手に営業して大きな利益を上げ、百貨店開設資金を得たとされている。
1952年（昭和27年）2月27日に資本金195万円で「株式会社小野武商店」を設立して法人化し、同年5月に食堂部を増設し、同年12月に水沢警察署跡地に「マルサン百貨店」として小売部門を開店した。
1956年（昭和31年）3月に月賦販売を開始した。
1961年（昭和36年）8月に「株式会社マルサン百貨店」へ商号変更し、岩手県南バスから水沢市寺小路の土地を譲受した。
水沢市寺小路の岩手県南バス跡地に1963年（昭和38年）11月に鉄筋コンクリート造地下1階・地上4階建て塔屋1階・延べ床面積4,008m2の新店舗を建設して新装開店し、大幅な増床により当時の水沢市で唯一の本格的な百貨店となって近隣の農村からも買い物客を集めた。
この店舗は開業当時、岩手県南部では唯一のエレベーターのある百貨店で、岩手県では川徳に次いで2番目のものであった。
1965年（昭和40年）4月に第1次増改築が完成して売場面積を277m2した。
1968年（昭和43年）12月1日に日本百貨店協会へ入会した。
1969年（昭和44年）6月に第2次増改築工事で全フロアを増床して、エレベーターなどの設備増強も行って新装開店した。
最盛期となった1979年（昭和54年）には売上高約27億円を上げたが、1980年（昭和55年）6月に三春屋が「ヤマニ三春屋」を開業し、その影響で売上が伸び悩むようになった。
1985年（昭和60年）11月13日にショッピングシティメイプルが開業した際には、当店は店舗近隣の土地取得が困難だったため、エンドーチェーンと資本提携して水沢駅東側の佐倉河に売り場面積約1万m2の郊外型店舗を開設して対抗しようとした。
しかし、駅前通りを商業振興の中心地と位置付ける商調協で売場面積を約3,000m2まで削減されてしまい、計画を断念せざるを得なかった。
その為、売場面積3,581m2の当店は、増床して売場面積を約8,100m2とした「ヤマニ三春屋」や売場面積12,865m2のショッピングシティメイプルを大きく下回ることになった。
それに加えて、1980年（昭和55年）から続いた冷害による当地の消費低迷の影響もあり、1985年（昭和60年）には売上高が2億円を割り込むことになった。
そこで、1986年（昭和61年）に赤字に転落したため、従業員の削減や食品部門の撤退などの再建策を進めたものの、1987年（昭和62年）3月に閉店となった。

## 年表
- 1930年（昭和5年） - 岩手県胆沢郡水沢町東町40で[3]呉服商「小野武商店」を創業[4]。
- 1935年（昭和10年）前後 - 荒物・雑貨・化粧品などに取り扱いを拡大[3]。
- 1949年（昭和24年）春 - 石渕ダムの造成工事を担当していた西松建設の依頼で胆沢郡若柳村尿前に売店を開設[18]。
- 1952年（昭和27年）
  - 2月27日[6] - 資本金195万円で「株式会社小野武商店」を設立して法人化[3]。
  - 5月 - 食堂部を増設[4]。
  - 12月 - 水沢警察署跡地に[12]小売部門として「マルサン百貨店」を開店[8]。
- 1953年（昭和28年）6月 - 資本金を300万円に増資[4]。
- 1956年（昭和31年）3月 - 月賦販売を開始[10]。
- 1957年（昭和32年）3月 - 資本金を800万円に増資[4]。
- 1961年（昭和36年）8月 - 「株式会社マルサン百貨店」へ商号変更し[4][3]、岩手県南バスから水沢市寺小路の土地を譲受[8]。
- 1962年（昭和37年）1月 - 資本金を2400万円に増資[4]。
- 1963年（昭和38年）
  - 5月 - 資本金を4000万円に増資[4]。
  - 11月[8] - 水沢市寺小路に[3]鉄筋コンクリート造地下1階・地上4階建て塔屋1階・延べ床面積4,008m2の新店舗を建設して新装開店[8]。
- 1968年（昭和43年）12月1日 - 日本百貨店協会へ入会[19]。
- 1969年（昭和44年）6月 - 第2次増改築工事で全フロアを増床し、エレベーターなどの設備増強も行って新装開店[8]。
- 1979年（昭和54年） - 売上高約27億円を上げる[7]。
- 1985年（昭和60年） - 売上高が2億円を割り込む[7]。
- 1986年（昭和61年） - 赤字に転落し、食品部門から撤退[7]。
- 1987年（昭和62年）3月 - 閉店[13]。